# 王迪 (成化丙戌進士)
王迪（15世紀—15世紀），字進道，北直隸真定府獲鹿縣人，明朝政治人物。

## 生平
王迪是天順三年（1459年）舉人，成化二年（1466年）成進士，成化五年（1468年）授吳江縣知縣，成化八年（1472年）重修當地城隍廟。成化十一年（1475年）部考，以清謹入朝升任太僕寺丞，不久去世。

## 引用
1. 1 2  乾隆《吳江縣志·卷二十三》：王迪，字進道，獲鹿人，成化五年由進士知吳江縣，十一年部考，清謹有聞，陞太僕寺丞卒。
2. ↑  光緒《獲鹿縣志·卷十一·選舉》：進士 明……成化 王迪 丁丑【丙戌】科，官太僕寺寺丞……舉人 明……天順 王迪 己卯科
3. ↑  乾隆《吳江縣志·卷七》：城隍廟奉本縣城隍之神 徐志云神即主此城池者俗傳神為昭靈侯，在縣治北一里後河北，明洪武三年知縣孔克中奉詔建，宣德五年縣丞王懋本重建，進士葉銘記。景泰四年燬，知縣賈覺再建成，成化八年知縣王迪修，嘉靖四年巡按御史許中誤毀……